# كافيتا لورينز
كافيتا لورينز (بالألمانية: Kavita Lorenz)‏ هي راقصة على الجليد ألمانية، ولدت في 5 سبتمبر 1995 في برلين في ألمانيا.

## وصلات خارجية
- كافيتا لورينز على موقع الاتحاد الدولي للتزلج (الإنجليزية)
- كافيتا لورينز على موقع الاتحاد الدولي للتزلج (الإنجليزية)
- كافيتا لورينز على موقع الاتحاد الدولي للتزلج (الإنجليزية)
- كافيتا لورينز على موقع أوليمبيديا (الإنجليزية)